# 前706年
| 千纪： | 前1千纪 |
| 世纪： | 前9世纪 \| 前8世纪 \| 前7世纪 |
| 年代： | 前730年代 \| 前720年代 \| 前710年代 \| 前700年代 \| 前690年代 \| 前680年代 \| 前670年代 |
| 年份： | 前711年 \| 前710年 \| 前709年 \| 前708年 \| 前707年 \| 前706年 \| 前705年 \| 前704年 \| 前703年 \| 前702年 \| 前701年 |
| 纪年： | 癸酉年（豬年）；周桓王林十四年；鲁桓公允六年；齐僖公禄父二十五年；晋小子侯三年；曲沃武公称十年；卫宣公晋十三年；蔡桓侯封人九年；郑庄公寤生三十八年；曹桓公终生五十一年；燕宣侯五年；陈厉公躍元年；杞武公四十五年；宋庄公冯四年；秦宁公十年；楚武王熊通三十五年 |

## 大事记
- 蔡桓侯殺陳侯佗立陳厲公躍。
- 楚国国君熊通攻隨（湖北隨州），隨國求和，並請周桓王封楚為王，周桓王不允[1]。
- 北戎（河北東北部）攻齊，鄭太子忽救齊，大敗北戎。
- 紀國（山東壽光）受齊侵略，國危，紀侯赴魯朝覲，請轉乞周桓王，下令齊國與紀國和解。魯桓公告以不能。

## 逝世
- 陳佗